# Ségbana
Ségbana ist eine Kommune sowie ein Arrondissement im Departement Alibori in Benin. Gemäß der Volkszählung von 2013 hatte Ségbana als Kommune 89.081 Einwohner, davon waren 45.066 männlich und 44.015 weiblich, sowie als Arrondissement 26.440 Einwohner, davon 13.239 männlich und 13.201 weiblich.
Die vier weiteren Arrondissements sind Libantè, Liboussou, Lougou und Sokotindji.